# Staņislavs Olijars
Staņislavs Olijars (Tsjeljabinsk, 22 maart 1979) is een Lets atleet, die gespecialiseerd is in het hordelopen. Bij de senioren werd hij tweemaal Europees kampioen (eenmaal indoor en eenmaal outdoor), meervoudig Lets kampioen en nam hij tweemaal deel aan de Olympische Spelen.

## Biografie

### Jeugd
Zijn eerste succes behaalde Olijars in 1998 op de 110 m horden door een gouden medaille te winnen op de wereldkampioenschappen voor junioren in het Franse Annecy. Met een tijd van 13,51 s versloeg hij de Amerikaan Sharif Paxton (zilver; 14,10) en de Duitser Florian Seibold (brons; 14,21). Een jaar eerder had hij op hetzelfde onderdeel al een gedeelde zilveren medaille gewonnen bij de Europese juniorenkampioenschappen in Ljubljana.

### Senioren
Bij zijn olympisch debuut op de Olympische Spelen van 2000 in Sydney sneuvelde Olijars met een tijd van 13,50 in de halve finale. Dat jaar won hij wel een gouden medaille op de Europese indoorkampioenschappen, door op de 60 m horden met een tijd van 7,50 de Brit Tony Jarrett (zilver; 7,53) en de Pool Tomasz Scigaczewski (brons; 7,56) te verslaan. Op de Olympische Spelen van 2004 in Athene bereikte hij de finale, waarin hij een vijfde plaats behaalde en zonder olympische medaille huiswaarts keerde.
De grootste prestatie van zijn atletiekcarrière leverde Staņislavs Olijars in 2006 met het winnen van de titel op de 110 m horden tijdens de Europese kampioenschappen van 2006 in Göteborg.

## Titels
- Europees kampioen 110 m horden - 2006
- Europees indoorkampioen 60 m horden - 2000
- Lets kampioen 100 m - 1999
- Lets kampioen 110 m horden - 2002
- Lets indoorkampioen 60 m horden - 2006
- Wereldjuniorenkampioen 110 m horden - 1998
- Europees indoorkampioen junioren 60 m horden - 2000

## Persoonlijke records
Outdoor
| Onderdeel    | Prestatie         | Datum          | Plaats    |
| ------------ | ----------------- | -------------- | --------- |
| 100 m        | 10,42             | 5 april 2002   | Germiston |
| 200 m        | 20,91             | 4 april 2003   | Pretoria  |
| 400 m        | 46,66             | 1 januari 2000 |           |
| 110 m horden | 13,08 (nat. rec.) | 1 juli 2003    | Lausanne  |

Indoor
| Onderdeel    | Prestatie          | Datum            | Plaats   |
| ------------ | ------------------ | ---------------- | -------- |
| 60 m         | 6,85 s             | 20 februari 2005 | Tallinn  |
| 50 m horden  | 6,46 s (nat. rec.) | 23 februari 2003 | Liévin   |
| 60 m horden  | 7,49 s             | 13 februari 2002 | Eaubonne |
| 110 m horden | 13,71 s            | 12 februari 2001 | Tampere  |
| verspringen  | 7,94 m             | 5 januari 2000   | Riga     |

## Prestaties

### Kampioenschappen
| Jaar | Wedstrijd            | Plaats      | Onderdeel    | Rang | Resultaat |
| ---- | -------------------- | ----------- | ------------ | ---- | --------- |
| 1997 | EJK                  | Ljubljana   | 110 m horden | 1e   | 13,74 s   |
| 1998 | WJK                  | Annecy      | 110 m horden | 1e   | 13,51 s   |
| 2000 | EK indoor            | Gent        | 60 m horden  | 1e   | 7,50 s    |
| 2001 | WK indoor            | Lissabon    | 60 m horden  | 8e   | 12,77 s   |
| 2002 | EK indoor            | Wenen       | 60 m horden  | 3e   | 7,51 s    |
|      | EK                   | München     | 110 m horden | 2e   | 13,22 s   |
|      | Wereldbeker          | Madrid      | 110 m horden | 3e   | 13,58 s   |
| 2003 | WK indoor            | Birmingham  | 60 m horden  | 6e   | 7,62 s    |
|      | Wereldatletiekfinale | Monte Carlo | 110 m horden | 3e   | 13,25 s   |
| 2004 | WK indoor            | Boedapest   | 60 m horden  | 4e   | 7,49 s    |
|      | OS                   | Athene      | 110 m horden | 5e   | 13,21 s   |
|      | Wereldatletiekfinale | Monte Carlo | 110 m horden | 3e   | 13,40 s   |
| 2005 | Wereldatletiekfinale | Monaco      | 60 m horden  | 4e   | 13,17 s   |
| 2006 | WK indoor            | Moskou      | 60 m horden  | 4e   | 7,52 s    |
|      | Wereldbeker          | Göteborg    | 110 m horden | 4e   | 13,15 s   |
|      | EK                   | Göteborg    | 110 m horden | 1e   | 13,24 s   |
|      | Wereldatletiekfinale | Stuttgart   | 110 m horden | 4e   | 13,27 s   |
| 2008 | WK indoor            | Valencia    | 60 m horden  | 3e   | 7,60 s    |

### Golden League-podiumplekken
| Jaar | Wedstrijd             | Plaats      | Onderdeel    | Rang | Resultaat |
| ---- | --------------------- | ----------- | ------------ | ---- | --------- |
| 2000 | Golden Gala           | Rome        | 110 m horden | 2e   | 13,29 s   |
|      | Herculis              | Monaco      | 110 m horden | 2e   | 13,25 s   |
| 2001 | Bislett Games         | Oslo        | 110 m horden | 3e   | 13,42 s   |
| 2003 | Bislett Games         | Oslo        | 110 m horden | 1e   | 13,14 s   |
|      | Meeting Gaz de France | Saint-Denis | 110 m horden | 3e   | 13,26 s   |
|      | ISTAF                 | Berlijn     | 110 m horden | 1e   | 13,15 s   |
|      | Weltklasse Zürich     | Zürich      | 110 m horden | 2e   | 13,22 s   |
| 2004 | Golden Gala           | Rome        | 110 m horden | 3e   | 13,32 s   |